# Dang (distrito do Nepal)
Dang é um distrito da zona de Rapti, no Nepal. Tem de área 2955 km² e no censo de 2001 tinha uma população de 462 380 habitantes.